# Campionato italiano di hockey su ghiaccio 1950-1951
Il Campionato italiano di hockey su ghiaccio 1950-51 presenta numerose novità rispetto alla stagione precedente. La prima riguarda l'HC Milano: il 13 novembre 1950 in un ristorante del centro di Milano vengono invitati ad un pranzo diversi rappresentanti della stampa; motivo dell'incontro è quello di presentare la nuova struttura societaria con l'ingresso di diversi esponenti dell'Inter. Il Milano diviene una sezione indipendente della squadra calcistica e dopo poco più di 26 anni cambia ragione sociale in Hockey Club Milano Inter; Presidente della formazione meneghina è Mario Masseroni, Vice Presidenti sono Ivanoe Fraizzoli e Angelo Moratti.

Nuovo Presidente anche in casa Asiago, si tratta di Alessandro Rampazzo, mentre i consiglieri sono Bruno Bonomo, Piero Scaggiari, Guido Rigoni e Angelo Guglielmi.

## Serie A

### Formula
La formula del campionato rimane invariata (tre gironi eliminatori le cui vincenti accedono a quello finale), ma a differenza del passato vengono introdotte partite di andata e ritorno per dare la possibilità alle società di realizzare maggiori introiti; inoltre la Federazione stabilisce che ogni squadra può schierare un massimo di due stranieri.

### Formazioni
- Girone A: HC Milano Inter, Diavoli Rossoneri Milano ed  Amatori Milano
- Girone B: HC Auronzo, SG Cortina ed Ortisei
- Girone C: Asiago Hockey, HC Bolzano ed Alleghe Hockey

### Gironi eliminatori

#### Girone A
Il Girone A è formato dalle tre squadre milanesi più importanti (la quarta, Bocconi Milano, disputa la Serie B). Dopo il 7-0 inflitto dal Milano Inter ai Diavoli Rossoneri nella gara d'andata, questi ultimi si rifiutano di disputare quella di ritorno a causa del fitto calendario di amichevoli internazionali. Il forfait dei rossoneri permette al Milano Inter di accedere agevolmente al girone finale.

#### Girone B
Nel Girone B l'incontro tra Auronzo ed Ortisei non è disputato, perché la formazione altoatesina non si presenta in campo nei termini fissati dal regolamento. Il girone è vinto dal Cortina, ma a causa delle eccezionali nevicate, l'attività della squadra è sospesa e la società è costretta a rinunciare alla disputa delle finali; a questo punto la Federazione decide che la partita tra Auronzo ed Ortisei deve essere disputata a Milano prima dell'inizio del Girone Finale per determinare quale formazione debba prendere il posto degli scoiattoli ampezzani.

#### Girone C
Il Girone C viene vinto dall'Alleghe che si qualifica a spese del Bolzano e dell'Asiago.

### Girone scudetto
Il Girone Finale è aperto dallo spareggio Auronzo-Ortisei, vinto dai veneti 7-3; nella gara inaugurale delle finali, il Milano Inter travolge l'Alleghe 15-0. Le Civette perdono 6-5 anche il derby contro l'Auronzo. Nell'ultima gara in programma, quella decisiva, il Milano Inter vince 5-1 contro la squadra cadorina e si riconferma Campione d'Italia.

#### Spareggio Girone B
Disputato a Milano
Gara Unica
- Auronzo - Ortisei 7-3

### Girone Finale
Disputato a Milano.
- Milano Inter - Alleghe 15-0
- Auronzo - Alleghe 6-5
- Milano Inter - Auronzo 5-1

| Pos. | Squadra         | Punti |
| 1.   | HC Milano Inter | 4     |
| 2.   | Auronzo         | 2     |
| 3.   | Alleghe         | 0     |

 L'Hockey Club Milano Inter vince il suo dodicesimo scudetto, il primo con la nuova denominazione societaria.

Formazione Campione d'Italia: Giancarlo Agazzi - Pete Bessone - Vittorio Bolla - Giancarlo Bucchetti - Giancarlo Bulgheroni - Vincenzo Fardella - Umberto Gerli - Dino Innocenti - Mario Passerini - Giuseppe Zerbi.

## Serie B
- Finale, palazzo del ghiaccio Piranesi, Milano:

HC Torino - HC Sasslong Santa Cristina 0-4
L'HC Sasslong Santa Cristina vince la serie B.